# Szirtiborz-alakúak
A szirtiborz-alakúak (Hyracoidea) rendjébe egyetlen ma élő család, a szirtiborzfélék családja (Procaviidae) tartozik. A család három nemet számlál.
A szirtiborzok többnyire levéllel, fűvel, kéreggel táplálkozó nyúl nagyságú állatok, de némelyik a rovarokat sem veti meg. Hátsó végtagjukon három, mellső végtagjukon öt ujj található. A három hátsó lábujj közül a két szélsőn pataszerű köröm, a középsőn karom van. Talpuk nyirkos, ruganyos és különleges izomzattal van ellátva, ami tapadókorongként működteti a talpat. Élőhelyük Afrika és a Közel-Kelet.

## Rendszerezés
- Szirtiborzfélék (Procaviidae)
- Pliohyracidae – kihaltak
- Saghatheriidae – kihaltak

Az szirtiborz-alakúak legközelebbi rokonai az ormányosok és a tengeritehenek.